# جوش موريس (سياسي)
جوش موريس (بالإنجليزية: Josh Morris)‏ هو سياسي أسترالي، ولد في 27 أكتوبر 1982 في بالارات في أستراليا. حزبياً، نشط في حزب أستراليا الليبرالي (الفرع الفيكتوري) ‏. وقد انتخب عضو المجلس التشريعي الفيكتوري عن دائرة Western Victoria Region ‏ (29 نوفمبر 2014 – 24 نوفمبر 2018).